# كاني بند (بشت أربابا)
کاني بند (بالفارسية: کانی بند) هي قرية تقع في إيران في قسم بشت أربابا الريفي. يقدر عدد سكانها بـ 256 نسمة بحسب إحصاء 2016.